# Mark Uth
Mark-Alexander Uth (Colonia, 24 de agosto de 1991), más conocido como Mark Uth, es un exfutbolista alemán que jugaba de delantero.

## Trayectoria
Uth comenzó a destacar como futbolista en las categorías inferiores del Colonia con el que debutó en el segundo equipo en 2010. Jugó dos años en el filial, alternando en la temporada 2011-12 con el primer equipo en alguna convocatoria. En el filial jugó 41 partidos y marcó 16 goles. Sin embargo, Uth, no se sintió lo suficientemente valorado en el club alemán, por lo que en 2012 fichó por el SC Heerenveen de la Eredivisie neerlandesa. Durante su estancia en el club neerlandés estuvo cedido en la temporada 2013-2014 en el Heracles Almelo. Es sus tres años en Países Bajos jugó 35 partidos con el Heerenveen y marcó 15 goles. En el Heracles Almelo jugó 28 partidos y marcó 8 goles, llegando a marcarle un triplete al RKC Waalwijk.

### Hoffenheim
En julio de 2015 fichó por el TSG 1899 Hoffenheim en un traspaso de 3 millones de euros. Debutó en la Bundesliga el 14 de agosto de 2015, en la primera jornada del campeonato. Marcó su primer gol el 5 de diciembre de 2015 ante el FC Ingolstadt 04 en el minuto 90, y dándole el empate al Hoffenheim. En su primera temporada en el Hoffenheim marcó 8 goles.
En la temporada 2016-17 marcó 7 goles para su equipo, ayudándole a clasificarse para la previa de la UEFA Champions League 2017-18 por primera vez en su historia. El Hoffenheim se quedó a un paso de la fase de grupos, al ser eliminado en la última ronda por el Liverpool FC. Mark Uth marcó un gol en la ida en Alemania y otro gol en la vuelta en Anfield, el estadio del Liverpool.
El 9 de septiembre de 2017 anotó un doblete frente al FC Bayern de Múnich que supuso la segunda victoria del Hoffenheim en la Bundesliga 2017-18.

## Estadísticas

### Clubes
La siguiente tabla detalla los encuentros disputados y los goles marcados por Uth en los clubes en los que ha militado.
| Club                              | Div.          | Temporada     | Liga  | Liga  | Copas nacionales | Copas nacionales | Copas internacionales | Copas internacionales | Total | Total |
| Club                              | Div.          | Temporada     | Part. | Goles | Part.            | Goles            | Part.                 | Goles                 | Part. | Goles |
| --------------------------------- | ------------- | ------------- | ----- | ----- | ---------------- | ---------------- | --------------------- | --------------------- | ----- | ----- |
| F. C. Colonia II · Alemania       | 4.ª           | 2009-10       | 3     | 0     | ―                | ―                | ―                     | ―                     | 3     | 0     |
| F. C. Colonia II · Alemania       | 4.ª           | 2010-11       | 23    | 7     | ―                | ―                | ―                     | ―                     | 23    | 7     |
| F. C. Colonia II · Alemania       | 4.ª           | 2011-12       | 15    | 9     | ―                | ―                | ―                     | ―                     | 15    | 9     |
| S. C. Heerenveen · Países Bajos   | 1.ª           | 2012-13       | 5     | 1     | 0                | 0                | ―                     | ―                     | 5     | 1     |
| S. C. Heerenveen · Países Bajos   | 1.ª           | 2013-14       | 0     | 0     | ―                | ―                | ―                     | ―                     | 0     | 0     |
| Heracles Almelo · Países Bajos    | 1.ª           | 2013-14       | 28    | 8     | 3                | 2                | ―                     | ―                     | 31    | 10    |
| Heracles Almelo · Países Bajos    | Total club    | Total club    | 28    | 8     | 3                | 2                | 0                     | 0                     | 31    | 10    |
| S. C. Heerenveen · Países Bajos   | 1.ª           | 2014-15       | 36    | 20    | 1                | 0                | ―                     | ―                     | 37    | 20    |
| S. C. Heerenveen · Países Bajos   | Total club    | Total club    | 41    | 21    | 1                | 0                | 0                     | 0                     | 42    | 21    |
| TSG 1899 Hoffenheim · Alemania    | 1.ª           | 2015-16       | 25    | 8     | 0                | 0                | ―                     | ―                     | 25    | 8     |
| TSG 1899 Hoffenheim · Alemania    | 1.ª           | 2016-17       | 22    | 7     | 1                | 1                | ―                     | ―                     | 23    | 8     |
| TSG 1899 Hoffenheim II · Alemania | 4.ª           | 2016-17       | 1     | 1     | ―                | ―                | ―                     | ―                     | 1     | 1     |
| TSG 1899 Hoffenheim II · Alemania | Total club    | Total club    | 1     | 1     | 0                | 0                | 0                     | 0                     | 1     | 1     |
| TSG 1899 Hoffenheim · Alemania    | 1.ª           | 2017-18       | 31    | 14    | 2                | 0                | 5                     | 3                     | 38    | 17    |
| TSG 1899 Hoffenheim · Alemania    | Total club    | Total club    | 78    | 29    | 3                | 1                | 5                     | 3                     | 86    | 33    |
| F. C. Schalke 04 · Alemania       | 1.ª           | 2018-19       | 20    | 2     | 4                | 1                | 5                     | 1                     | 29    | 4     |
| F. C. Schalke 04 · Alemania       | 1.ª           | 2019-20       | 8     | 0     | 1                | 0                | ―                     | ―                     | 9     | 0     |
| F. C. Schalke 04 II · Alemania    | 4.ª           | 2019-20       | 1     | 0     | ―                | ―                | ―                     | ―                     | 1     | 0     |
| F. C. Schalke 04 II · Alemania    | Total club    | Total club    | 1     | 0     | 0                | 0                | 0                     | 0                     | 1     | 0     |
| F. C. Colonia · Alemania          | 1.ª           | 2019-20       | 15    | 5     | ―                | ―                | ―                     | ―                     | 15    | 5     |
| F. C. Schalke 04 · Alemania       | 1.ª           | 2020-21       | 20    | 3     | 1                | 0                | ―                     | ―                     | 21    | 3     |
| F. C. Schalke 04 · Alemania       | Total club    | Total club    | 48    | 5     | 6                | 1                | 5                     | 1                     | 59    | 7     |
| F. C. Colonia · Alemania          | 1.ª           | 2021-22       | 30    | 5     | 3                | 0                | ―                     | ―                     | 33    | 5     |
| F. C. Colonia · Alemania          | 1.ª           | 2022-23       | 3     | 0     | 1                | 1                | 1                     | 0                     | 5     | 1     |
| F. C. Colonia · Alemania          | 1.ª           | 2023-24       | 11    | 0     | 2                | 1                | ―                     | ―                     | 13    | 1     |
| F. C. Colonia II · Alemania       | 4.ª           | 2023-24       | 1     | 0     | ―                | ―                | ―                     | ―                     | 1     | 0     |
| F. C. Colonia II · Alemania       | 4.ª           | 2024-25       | 3     | 0     | ―                | ―                | ―                     | ―                     | 3     | 0     |
| F. C. Colonia II · Alemania       | Total club    | Total club    | 45    | 16    | 0                | 0                | 0                     | 0                     | 45    | 16    |
| F. C. Colonia · Alemania          | 2.ª           | 2024-25       | 12    | 1     | 0                | 0                | ―                     | ―                     | 12    | 1     |
| F. C. Colonia · Alemania          | Total club    | Total club    | 71    | 11    | 6                | 2                | 1                     | 0                     | 78    | 13    |
| Total carrera                     | Total carrera | Total carrera | 313   | 91    | 19               | 6                | 11                    | 4                     | 343   | 101   |
| 1. 2.                             |               |               |       |       |                  |                  |                       |                       |       |       |

### Selección nacional
La siguiente tabla detalla los encuentros disputados y los goles marcados por Uth con la selección alemana.
| Selección | Año   | Amistoso | Amistoso | Amistoso | Clasificación | Clasificación | Clasificación | Total | Total | Total |
| Selección | Año   | PJ       | G        | A        | PJ            | G             | A             | PJ    | G     | A     |
| --------- | ----- | -------- | -------- | -------- | ------------- | ------------- | ------------- | ----- | ----- | ----- |
| Alemania  | 2018  | 0        | 0        | 0        | 1             | 0             | 0             | 1     | 0     | 0     |
| Total     | Total | 0        | 0        | 0        | 1             | 0             | 0             | 1     | 0     | 0     |

### Resumen estadístico
| Competición           | Partidos | Goles | Asistencias | Promedio |
| --------------------- | -------- | ----- | ----------- | -------- |
| Liga                  | 224      | 81    | 31          | 0,36     |
| Copas nacionales      | 12       | 4     | 4           | 0,33     |
| Copas internacionales | 10       | 4     | 1           | 0,40     |
| Selección de Alemania | 1        | 0     | 0           | 0,00     |
| Total                 | 247      | 89    | 36          | 0,36     |